# Войчиха
Войчиха — река в России, протекает в Нагорском районе Кировской области. Устье реки находится в 21 км по левому берегу реки Фёдоровка. Длина реки составляет 32 км, площадь водосборного бассейна 182 км². В 1 км от устья принимает справа реку Талица.
Река вытекает из восточной оконечности болота Войчихино в 12 км к северо-востоку от посёлка Бажелка (центр Метелевского сельского поселения). Река течёт сначала на северо-восток, затем поворачивает на юго-восток. Всё течение проходит по ненаселённому частично заболоченному лесу. Притоки — Северная Войчиха, Николин Лог (левые); Талица (правый). Впадает в Фёдоровку в 9 км к юго-западу от посёлка Первомайск (Синегорское сельское поселение).

## Данные водного реестра
По данным государственного водного реестра России относится к Камскому бассейновому округу, водохозяйственный участок реки — Вятка от истока до города Киров, без реки Чепца, речной подбассейн реки — Вятка. Речной бассейн реки — Кама.
По данным геоинформационной системы водохозяйственного районирования территории РФ, подготовленной Федеральным агентством водных ресурсов:
- Код водного объекта в государственном водном реестре — 10010300212111100031204
- Код по гидрологической изученности (ГИ) — 111103120
- Код бассейна — 10.01.03.002
- Номер тома по ГИ — 11
- Выпуск по ГИ — 1